# أمواج من الشمال
أمواج من الشمال هو فيلم تلفزي مغربي من إخراج الجيلالي فرحاتي سنة 2012، وبطولة كل من بنعيسى الجيراري، فريد الركراكي، سمية أمغار، رشيد أمحجور، أحمد بلخدير، حمزة جعباق، وآخرون.
قصة الفيلم مُقتبسة من رواية «خبايا طنجة» للكاتب المغربي «أحمد بروحو».

## القصة
يتناول الفيلم عالم المخدرات من وجهتي نظر متقابلتين، وجهة نظر المُهرِّبين ووجهة نظر رجال مكافحة المخدرات الذين يعملون على ملاحقتهم، وذلك من خلال قصة «جليل» المحامي الناجح، الذي تلقى تكوينا في المخابرات ليُمارس 10 سنوات من العمل الميداني قبل أن يستقيل ويختار حياة هادئة حد الرتابة في كنف أسرته الصغيرة. إلى أن يحين اليوم الذي سيفاجأ فيه بنبإ موت طفل صغير بعد إصابته برصاصة طائشة إثر تبادل لإطلاق النار بين عصابات مهربين بأحد شوارع طنجة.
يتم الاتصال بجليل من رؤسائه القدماء، لتكليفه بمهمة التحقيق وتقصي المعلومات حول أبرز أباطرة المخدرات «الشريف الكتامي». بعد موافقته، يجد جليل نفسه في منأى عن أسرته وحياته السابقة، غائصا في عالم الشريف الكتامي الذي تحول إلى هاجس يسكنه ويتحكم في كل توجهاته. 